# AmeriKKKant
AmeriKKKant — четырнадцатый студийный альбом индастриал-метал группы Ministry, выпущенный 9 марта 2018 года. Это первый диск, выпущенный группой на лейбле Nuclear Blust, а также первый релиз, записанный без участия гитариста Майка Скассии (Скассия умер в 2012, но участвовал в записи пластинки From Beer to Eternity, вышедшей в 2013 году).

## Список композиций
Автор текстов и музыки всех песен - Эл Йоргенсен.
| №                   | Название             | Длительность |
| ------------------- | -------------------- | ------------ |
| 1.                  | «I Know Words»       | 3:15         |
| 2.                  | «Twilight Zone»      | 8:03         |
| 3.                  | «Victims of a Clown» | 8:18         |
| 4.                  | «TV 5/4 Chan»        | 0:49         |
| 5.                  | «We're Tired of It»  | 2:48         |
| 6.                  | «Wargasm»            | 6:19         |
| 7.                  | «Antifa»             | 4:56         |
| 8.                  | «Game Over»          | 5:01         |
| 9.                  | «AmeriKKKa»          | 8:30         |
| Общая длительность: | Общая длительность:  | 47:10        |

## Участники записи

### Ministry
- Эл Йоргенсен – семплы (1, 2, 4–6, 8, 9), клавишные (1, 2, 5–7, 9), гармоника (2), гитары (2, 3, 5–7), вокал (2, 5–9), бэк-вокал (3, 5, 6, 9), соло-гитара (9)
- Джон Бехдел – клавишные (2, 3, 9)
- Син Куирин – гитары (2, 3, 5–8), соло-гитара (9)
- Сезар Котто – гитары (6)
- Джейсон Кристофер – басс (2, 3, 5, 8, 9)
- Тонни Кампос – басс (6, 7)
- Рой Майорга – ударные (3, 8, 9)
- Dj Swamp – диджеинг (1, 2, 5, 6)

### Дополнительные участники
- Lord of the Cello  – струнные (1–3)
- Бёртон Белл – бэк-вокал (2, 3), вокал (5)
- Майкл Розон – бэк-вокал (3, 5, 6, 9), клавишные (8)
- Лиз Уолтон – сэмплы (2, 3, 6-9), бэк-вокал (3, 5, 6, 9)
- Arabian Prince – скрэтчинг (3)
- Сэм Широн - оформление альбома

## Чарты
| Чарт (2018)                       | Высшая позиция position |
| --------------------------------- | ----------------------- |
| Австрия (Ö3 Austria)              | 73                      |
| Бельгия/Фландрия (Ultratop)       | 117                     |
| Бельгия/Валлония (Ultratop)       | 141                     |
| Франция (SNEP)                    | 189                     |
| Германия (Offizielle Top 100)     | 57                      |
| Шотландия (Scottish Albums Chart) | 67                      |
| Швейцария (Schweizer Hitparade)   | 65                      |
| US Hard Rock Albums (Billboard)   | 15                      |
| US Independent Albums (Billboard) | 7                       |
| US Rock Albums (Billboard)        | 50                      |
| US Tastemakers Albums (Billboard) | 7                       |